# Hospital de Andahuaylas
Hospital de Andahuaylas es una institución hospitalaria situada en el Jr. Hugo Pesce Pescetto de la ciudad de Andahuaylas, en el Perú. La clasificación del hospital es de II – 2 nivel de complejidad. La construcción del hospital se encuentra paralizado desde noviembre de 2014.

## Especialidades
- Medicina General
- Traumatología
- Gastroenterología
- Cirugía General
- Pediatría
- Ginecología
- Psicología
- Obstetricia
- Odontología
- Medicina Física y Rehabilitación